# Saint-Martin-de-Beauville
Saint-Martin-de-Beauville település Franciaországban, Lot-et-Garonne megyében. Lakosainak száma 156 fő (2022. január 1.). Saint-Martin-de-Beauville Cauzac, Dondas, Puymirol, La Sauvetat-de-Savères és Tayrac községekkel határos.

## Népesség
A település népessége az elmúlt években az alábbi módon változott:
| Lakosok száma | 153  | 137  | 132  | 163  | 178  | 179  | 177  | 174  | 168  | 156  |
|               | 1968 | 1982 | 1990 | 2006 | 2013 | 2015 | 2017 | 2019 | 2020 | 2022 |